# Cryphia albimixta
Cryphia albimixta är en fjärilsart som beskrevs av Shigero Sugi 1980. Cryphia albimixta ingår i släktet Cryphia och familjen nattflyn. Inga underarter finns listade i Catalogue of Life.